# تي جاي وارن
تي جاي وارن (بالإنجليزية: T. J. Warren)‏ مواليد 5 سبتمبر 1993 في درم، هو لاعب كرة سلة محترف أمريكي بدأ مسيرته الاحترافية في سنة 2014 حيث تم اختياره من قبل فريق فينيكس صنز خلال الدرافت، يلعب مع فريق فينيكس صنز في الرابطة الوطنية لكرة السلة ويحمل الرقم 12. يبلغ طوله 6 قدم 8 بوصة (2.0 م).

## إحصائيات المسيرة

### الموسم الاعتيادي
| السنة   | الفريق     | لعب | بدأ | دقيقة | ميداني% | ثلاثية | حرة  | ارتداد | صنع | استلاب | تصدي | نقطة |
| ------- | ---------- | --- | --- | ----- | ------- | ------ | ---- | ------ | --- | ------ | ---- | ---- |
| 2014–15 | فينيكس صنز | 40  | 1   | 15.4  | .528    | .238   | .737 | 2.1    | .6  | .5     | .2   | 6.1  |
| 2015–16 | فينيكس صنز | 47  | 4   | 22.8  | .501    | .400   | .703 | 3.1    | .9  | .8     | .3   | 11.0 |
| المسيرة |            | 87  | 5   | 19.4  | .510    | .363   | .711 | 2.7    | .8  | .6     | .3   | 8.7  |

## روابط خارجية
- تي جاي وارن على موقع إن بي أي (الإنجليزية)
- تي جاي وارن على موقع سبورتس رفرنس (الإنجليزية)
- تي جاي وارن على موقع كرة السلة الأوروبية.كوم (الإنجليزية)
- تي جاي وارن على موقع إي إس بي إن.كوم (الإنجليزية)
- تي جاي وارن على موقع كلية كرة السلة في سبورتس رفرنس.كوم (الإنجليزية)
- تي جاي وارن على موقع ريلجم (الإنجليزية)
- تي جاي وارن على موقع بروبوليرز (الإنجليزية)
- تي جاي وارن على موقع سبورتس رفرنس (الإنجليزية)